# Track Record Studios
Track Record Studios är en inspelningsstudio som ligger i North Hollywood, Kalifornien i USA på 5102 Vineland Avenue. Track Record Studios grundades runt 1980. 

## Ett urval av album som spelats in i studion
- Dizzy Up the Girl – Goo Goo Dolls
- Doggystyle – Snoop Doggy Dogg
- Dude Ranch – Blink-182
- Fallen – Evanescence
- Ignition – The Offspring
- Little Earthquakes – Tori Amos
- Mother's Milk – Red Hot Chili Peppers
- Nine Lives – Aerosmith
- One in a Million – Aerosmith
- Peace Sells... But Who's Buying? – Megadeth
- Revenge – Kiss
- Ritual de lo habitual – Jane's Addiction
- Roses in the Snow – Emmylou Harris
- Smash – The Offspring
- Social Distortion – Social Distortion
- Songs About Jane – Maroon 5
- The W – Wu-Tang Clan